# 罗一笑事件
罗一笑事件或称罗尔事件，是发生于2016年末，由白血病患儿家属在微信筹款所发的争议事件。
罗一笑于2011年12月7日出生于深圳，2016年12月24日因白血病逝世。在罗一笑被确诊白血病后，其父罗尔撰写文章《罗一笑，你给我站住》并在微信朋友圈广泛传播，随后其网络募捐行为引起广泛讨论。

## 经历
女孩罗一笑的父亲罗尔是一名深圳媒体人。
2016年9月8日，罗一笑查出了白血病，住进了深圳市儿童医院。
11月20日，罗一笑病情越发严重，感染蔓延至肺部。
11月25日，罗尔在女儿第二次进入重症监护室后，写下名为《罗一笑，你给我站住》的文章。不久，更多有关罗一笑的故事在网络上出现，并引起数以万计的人同情，并开始不同方式的网络捐赠。
11月30日，这份募捐被媒体曝光（《罗一笑，你给我站住 真相，我们给你揭开》），称罗尔家境深厚，有三套房产和一部汽车，且此事有背后营销操作。另外有网络曝光罗一笑参保信息显示，截至11月底两次住院总费8万余元，其中医保报销6万余元。两天后，罗尔就“罗一笑事件”发声明：260余万捐款将全部捐出。
12月3日24:00为止，腾讯微信平台已将网友262万6919.78元资金，原路退回至赞赏用户零钱包。同时该营销号相同手法文章《耶稣，请别让我做你的敌人》的10余万元赞赏也同时原路退回用户。
12月24日，罗一笑因白血病去世，年仅6岁。

## 争议
罗尔曾在《罗一笑，不要跑，你给我站住》一文中提到他曾与朋友讨论如何为女儿罗一笑筹集医疗费，并决定整合罗尔为女儿罗一笑写的系列文章，在一家名为小铜人理财的金融服务公司微信公众号里推送并接纳赞赏功能。後來这一做法被指“炒作”。在被网友批评后，2016年11月30日，罗尔发布最新文章，在文中表示“感谢朋友们对小女罗一笑的关爱和支持，目前为止，笑笑所需要的医疗费已经足够，请停止赞赏和其他捐助，为笑笑祝福”。同一天，小铜人公司回应：据不完全统计，仅30日凌晨腾讯开通的捐款通道，已收到捐赠200余万；按照小铜人公司之前承诺的，将实现50万元的捐赠。
2016年12月24日，深圳市政协委员、原市眼科医院角膜及眼表病区主任、眼库执行主任姚晓明微信发布消息称，罗一笑在早上6点去世，她的父母希望捐献她的遗体和器官。